# بلانکاس
بلانکاس (به اسپانیایی: Blancas) یک شهرستان در اسپانیا است که در استان تروئل واقع شده‌است.

## خصوصیات
بلانکاس ۷۳ کیلومترمربع مساحت و ۱۷۱ نفر جمعیت دارد.